# Línia R16
La línia R16 (anteriorment Ca1) és un servei de ferrocarril regional entre Barcelona Estació de França i Tortosa/Ulldecona per Tarragona de Rodalies de Catalunya, de la Generalitat de Catalunya, i operada per Renfe Operadora que circula a través de línies de ferrocarril de via d'ample ibèric d'Adif.

## Història
La història de la línia R16 de Barcelona a Tortosa i Ulldecona té tres seccions ben definides, amb les estacions de Sant Vicenç de Calders i Tarragona com a vincles d'unió.
Així, la secció inicial de Barcelona a Sant Vicenç de Calders per les costes del Garraf va ser construïda a partir del 1881 pel ferrocarril de Valls a Vilanova i Barcelona (vegeu línia R13), encara que els trens no van poder arribar a l'estació de França fins al 1887. Aquell mateix any també es va inaugurar un enllaç directe a Sant Vicenç de Calders amb la línia de Martorell a Tarragona, en servei des del 1865.
En canvi, la secció de Tarragona a Tortosa i Ulldecona fou construïda per la companyia ferroviària d'Almansa a València i Tarragona (AVT). Els primers trams de la línia, entre València, Sagunt, Nules i Castelló de la Plana van entrar en servei el 1862. Tot seguit el traçat va ser prolongat de Castelló a Benicàssim (1863) i de Benicàssim a Ulldecona (1865), si bé en paral·lel es va començar a construir des de Tarragona vers el sud. La primera secció fins a l'Aldea va ser inaugurada el 1865. De tota manera, les dues seccions Ulldecona-Tortosa i l'Aldea-Tortosa no van enllaçar fins al 1867, en completar-se el gran viaducte sobre el riu Ebre.
Amb el pas dels anys la línia fou integrada dins els Camins de Ferro del Nord d'Espanya, i a partir del 1941 va passar a dependre de Renfe, però malgrat la seva importància estratègica, el traçat no va ser electrificat fins als anys setanta i avui dia encara disposa d'alguns trams de via única. Tot i així, els darrers anys s'ha iniciat un gran procés de modernització, amb la construcció de noves variants, com la línia directa de l'Aldea a Freginals amb el nou pont sobre l'Ebre, a l'espera de la seva conversió definitiva en el nou corredor mediterrani.
El 13 de gener de 2020 els trens van deixar de fer servir el traçat per la costa Port Aventura-Vandellòs i ara passen per Vila-seca per accedir a la variant. Això va provocar que es traslladessin dues estacions allunyant-les dels centres urbans (Cambrils i l'Hospitalet de l'Infant) i se'n suprimissin dos més (Salou i Mont-roig del Camp).

## Línies per on transcorre el servei
- Línia Barcelona-Vilanova-Valls (Barcelona via túnel d'Aragó - Sant Vicenç de Calders)
- Línia Barcelona-Martorell-Vilafranca-Tarragona (Sant Vicenç de Calders - Tarragona)
- Línia Tarragona-Tortosa/Ulldecona (Tarragona - L'Aldea-Amposta - Tortosa - L'Aldea-Amposta - Ulldecona)

| Estació                     | Municipi                             | Correspondències | Serveis                                                           |
| --------------------------- | ------------------------------------ | ---------------- | ----------------------------------------------------------------- |
| Barcelona-Estació de França | Barcelona                            |                  | Aparcament · Servei d'autobús urbà                                |
| Barcelona-Passeig de Gràcia | Barcelona                            |                  | Aparcament · Servei d'autobús urbà                                |
| Barcelona-Sants             | Barcelona                            |                  | Aparcament · Ascensor · Estació d'autobús · Servei d'autobús urbà |
| Vilanova i la Geltrú        | Vilanova i la Geltrú                 |                  | Aparcament · Servei d'autobús urbà                                |
| Sant Vicenç de Calders      | El Vendrell                          |                  | Aparcament                                                        |
| Torredembarra               | Torredembarra                        |                  |                                                                   |
| Altafulla-Tamarit           | Altafulla                            |                  | Aparcament                                                        |
| Tarragona                   | Tarragona                            |                  | Servei d'autobús urbà                                             |
| Vila-seca                   | Vila-seca                            |                  | Aparcament                                                        |
| Salou                       | sense servei                         | sense servei     | sense servei                                                      |
| Cambrils                    | Cambrils                             |                  | Servei d'autobús urbà                                             |
| Mont-roig del Camp          | sense servei                         | sense servei     | sense servei                                                      |
| L'Hospitalet de l'Infant    | Vandellòs i l'Hospitalet de l'Infant |                  |                                                                   |
| L'Ametlla de Mar            | L'Ametlla de Mar                     |                  | Aparcament                                                        |
| L'Ampolla-Perelló-Deltebre  | L'Ampolla                            |                  | Aparcament                                                        |
| Camarles-Deltebre           | Camarles                             |                  |                                                                   |
| L'Aldea-Amposta             | L'Aldea                              |                  | Ascensor · Estació d'autobús                                      |
| Camp-redó                   | Tortosa                              |                  |                                                                   |
| Tortosa                     | Tortosa                              |                  |                                                                   |
| Ulldecona-Alcanar-la Sénia  | Ulldecona                            |                  | Aparcament                                                        |